# Pluska (Słowenia)
Pluska – wieś w Słowenii, w gminie Trebnje. W 2018 roku liczyła 43 mieszkańców.